# Stefan Patzl
Stefan Josef Patzl (* 1991 in Tautendorf (Gemeinde Gars am Kamp)) ist ein österreichischer Antiquitätenhändler.

## Leben
Stefan Patzl ist der Sohn eines Landwirts und Destilleriebetreibers. Er absolvierte ein Studium der Betriebswirtschaft mit Schwerpunkt Tourismus. Bei Sotheby’s in London studierte Patzl Decorative Arts and Design sowie Foundations of Western Art und kehrte anderthalb Jahre später mit einem dem Bachelor vergleichbaren Abschluss zurück nach Österreich.
Als Schüler bei Claudia Lehner-Jobst (unter anderem Kuratorin am Porzellanmuseum im Augarten) und Ursula Rohringer vom Dorotheum entwickelte sich Patzl zum Kenner von Porzellan der Wiener Porzellanmanufaktur. Er arbeitete zeitweilig für den Wiener Antiquitätenhändler Reinhold Hofstätter. 2016 wurde er Partner von Michael Schwab, mit dem er in Wien gemeinsam ein Antiquitätengeschäft betreibt. Seit 2019 tritt Patzl im „Händlerraum“ der ServusTV-Sendereihe Bares für Rares Österreich auf.